# بورزونتسه
بورزونتسه (به مجاری:  Börzönce) یک منطقهٔ مسکونی در مجارستان است که در ناحیه نادی‌کانیژا واقع شده‌است.